# 全インド農民組合
全インド農民組合 (英語: All India Peasants Union, ヒンディー語: अखिल भारतीय किसान सभा Akhil Bharatiya Kisan Sabha) は、インド共産党の農民組織。1936年にサハジャーナンド・サラスワティによって組織された、農民運動の中心である。その後、共産党の分裂に伴い、全インド農民組合も同名の全インド農民組合 (アジョイ・バーヴァン)と全インド農民組合 (カニング通り36番地)に分裂した。

## 歴史
インドにおける農民組合（キサーン・サバー）運動は、ビハール州から始まった。1929年にサハジャーナンド・サラスワティが 、ザミーンダールによる権利侵害への農民たちの不平を結集してビハール州農民組合(BPKS)を結成し、インドにおける農民運動を創始したのである。
徐々に農民運動は力を増し、インド各地へ広がっていった。1934年に会議派社会党（CSP）が結成されたことで、共産主義者とインド国民会議（INC）の協力が一時的ながら実現した。1935年4月、著名な農民指導者で、それぞれ南インド農民・農業労働者連合の書記と共同書記を務めていたN・G・ランガとE・M・S・ナンブーディリパドが、全インドの農民による組織の設立を提唱した。間もなく、このような急進的な運動は最高潮に達した。1936年4月11日、ラクナウにおけるインド国民会議の会議で全インド農民組合が成立し、サラスワティが初代組合長に選出された。1936年8月に発表された全インド農民組合の声明では、ザミーンダーリー制度の廃止と農村における借金の帳消しが主張された。1937年10月、全インド農民組合は赤旗を組合旗とした。その後、農民組合の指導者たちはだんだん国民会議と距離を取り始め、ビハールや連合州の国民会議政府とたびたび対立するようになった。
その後、運動はますます社会主義者や共産主義者が牛耳るものになっていき、会議から権限が奪われていった。それはスバス・チャンドラ・ボースの指導により1938年にハリプラで行われた会議で明白なものとなった。1942年5月には、特にベンガルで勢力を伸ばしていたインド共産党が全インド農民組合の主導権を握った。インド共産党は同年7月に植民地当局により合法化された。この党は第二次世界大戦を「人民の戦争」と位置付けて政府への協力姿勢を示し、8月に始まったクイット・インディア運動とも距離を取ったが、この結果民衆の支持を失うことになった。共産党員の中からも多くの者が党方針を無視し、運動に身を投じた。ランガ、インドゥラール・ヤーグニク、サラスワティといった中心人物も共産党を離れていった。親イギリス・戦争支持の立場による上からの改革では農民に寄り添うことは難しいことに気づき、民族主義的な方向性に活路を見出したからである。この動きは、共産主義者が常に民族主義者に対抗してくれると期待していたイギリス植民地当局を落胆させた。
インド独立後の1964年、インド共産党は右派と左派（インド共産党マルクス主義派）に分裂した。これに伴い、全インド農民組合も名称そのままに分裂することになった。

## 現在の組織
2つの組織の全インド農民組合は全く同じ名称を冠しているため、本部の住所で区別されることがある。
- 全インド農民組合 (アジョイ・バーヴァン)（英語版）: インド共産党に所属
- 全インド農民組合 (カニング通り36番地)（英語版）: インド共産党マルクス主義派に所属